# Magnesi pidolat
Magnesi pidolate, muối magiê của axit pidolic (axit pyroglutamic), là một chất bổ sung khoáng chất, chứa 8,664% magnesi w/w.